# Coordination des transports en France
La coordination des transports en France est un ensemble de mesures législatives et réglementaires ayant eu pour but de réguler la concurrence entre les modes de transports, particulièrement routier et ferroviaire au cours des années précédant la Seconde Guerre mondiale puis lors de la deuxième moitié du XXe siècle.

## Le contexte
À partir du milieu des années 1920, le rail qui bénéficiait depuis la fin du XIXe siècle d'un quasi-monopole du transport de voyageurs et de marchandises en raison de l'imperfection technique de l'automobile et de l'inadaptation du réseau routier, la part de la voie d'eau restant relativement marginale, subit la concurrence du transport routier sur les liaisons rurales et celle des déplacements automobiles à longue distance de la bourgeoise ce qui diminue le trafic de première classe plus rémunérateur. 
Les effets de cette concurrence qui s'accentue au cours des années 1930 s'ajoutent à ceux de la baisse de l'activité économique liée à la crise de 1929  plus tardive mais plus durable en France que dans la plupart des autres pays.
- Comparaison de la production industrielle et du volume transporté par rail en petite vitesse au cours de la crise des années 1930 sur une base 100 en 1924 [1]

| Années                                            | 1929 | 1930 | 1931 | 1932 | 1933 | 1934 | 935 | 1938 |
| ------------------------------------------------- | ---- | ---- | ---- | ---- | ---- | ---- | --- | ---- |
| Production industrielle                           | 127  | 128  | 114  | 88   | 99   | 92   | 86  | 85   |
| Trafic ferroviaire marchandises en petite vitesse | 112  | 109  | 99   | 86   | 81   | 76   | 71  | 68   |

- Évolution de la répartition modale du transport de marchandises en % [2]

| Périodes | 1905-1913 | 1921-1924 | 1924-1934 | 1935-1938 |
| -------- | --------- | --------- | --------- | --------- |
| Rail     | 72        | 78        | 72        | 61        |
| Fluvial  | 18        | 12        | 13        | 14        |
| Route    | 10        | 11        | 15        | 25        |

À l'exception de celui d'Alsace-Lorraine, tous les réseaux sont déficitaires à partir de 1930, le déficit atteignant 8,2 % des recettes d'exploitation.

## Les mesures
L'État qui supportait la charge du déficit des compagnies ferroviaires s'efforce de limiter cette concurrence routière par une politique de coordination qui débute par un décret-loi du 19 avril 1934 complété par divers décrets et règlements. Dans une première phase, les mesures furent limitées à l'engagement des sociétés privées de transport routiers  de pratiquer un tarif au moins égal à celui de 3ème classe sur tout parcours parallèle à une ligne de chemin de fer et l'abandon de l'exploitation routière du réseau de l'État par sa filiale Satos. Les fermetures de lignes sont limitées à quelques centaines de kilomètres.
Une politique autoritaire succède de 1937 à 1939 à cette première phase peu efficace.
Des missions de service public sont imposées aux transporteurs routiers de voyageurs (continuité du service, tarifs, itinéraires et horaires réglementés), et les transports de marchandises sont contingentés. 
Un organe consultatif le « Conseil supérieur des transports » est créé ainsi que des « comités techniques départementaux  des transports ».
Une taxe de 125 F par siège est imposée aux autocaristes.
Le décret-loi du 31 août 1937 qui crée la SNCF définit de nouvelles règles.
Les départements sont incités par des primes financières  à fermer les lignes d'intérêt local subventionnées et également des lignes d'intérêt général.     
En 1938, les fermetures totales de lignes atteignent 4 679 km, les fermetures partielles 1 743 km. Les fermetures se poursuivent en 1939. La longueur totale des lignes fermées à la desserte voyageurs atteint 9 546 km à la fin de 1939, la grande majorité restant cependant exploitées en trafic marchandises.
288 km sont encore fermées de 1940 à 1945 mais certaines lignes qui venaient d'être fermées sont rouvertes dans une période marquée par la pénurie de carburants et de pneumatiques.
Une nouvelle politique de coordination est créée par la loi du 5 juillet 1949 et un décret du 4 novembre 1949 qui fait bénéficier les entreprises de transport de voyageurs d'inscriptions pérennes en les soumettant à des obligations renforcées.